# Józef Taran
Józef Taran (ur. 1957) – polski menedżer, działacz opozycji antykomunistycznej.

## Życiorys
Studiował informatykę na Wydziale Matematyki Uniwersytetu Warszawskiego, organizację i zarządzanie na Wydziale Mechanicznym Technologicznym Politechniki Warszawskiej, etykę na Wydziale Filozofii Akademii Teologii Katolickiej, rachunkowość w Wyższej Szkole Przedsiębiorczości i Zarządzania im. Koźmińskiego oraz EMBA w Szkole Biznesu Politechniki Warszawskiej (2006–2008). 
Pełnił funkcje członka zarządu m.in. takich spółek, jak ORBIS S.A. (1992–1993), Inco-Veritas Sp. z o.o., Zarząd PKiN Sp. z o.o. Był dyrektorem finansowym hotelu Courtyard by Marriott, PERN "Przyjaźń" SA. Jako specjalista od controllingu finansowego i strategicznego przez dwa lata prowadził wykłady z rachunkowości i finansów dla kandydatów na członków Rad Nadzorczych. Jest licencjonowanym księgowym oraz posiada certyfikat członka Rady Nadzorczej wydany przez Ministra Skarbu Państwa. Członek Rady Nadzorczej informatycznej spółki giełdowej SIMPLE S.A. (2005–2013).   

## Pro publico bono
Był jednym z założycieli Niezależnego Zrzeszenia Studentów na Politechnice Warszawskiej. W Krajowej Komisji Koordynacyjnej NZS był Szefem Sekcji Zagranicznej. Po wprowadzeniu stanu wojennego został internowany 05.01.1982 r. w Białołęce i Strzebielinku, skąd wyszedł jako ostatni 23.12.1982. Aktywny w działalności podziemnej do 1989 roku. 
Radny Dzielnicy Warszawa-Ochota 1994–1998. Radny Gminy Warszawa-Centrum 1998–2000.

## Odznaczenia
- 2017 – Krzyż Oficerski Orderu Odrodzenia Polski;
- 2017 – Krzyż Wolności i Solidarności[2].